# Marasmarcha lunaedactyla
Marasmarcha lunaedactyla là một loài bướm đêm thuộc họ Pterophoridae. Loài này có ở hầu hết châu Âu, except Ireland và hầu hết bán đảo Balkan.
Sải cánh dài 18–22 mm. Adults gave a moon-shaped creamy-white marking at the cleft of their brownish forewing. Con trưởng thành bay từ tháng 6 đến tháng 8.
Ấu trùng ăn các loài the flowers và young shoots của Ononis, bao gồm Ononis repens, Ononis spinosa, Ononis natrix và Ononis rotundifolia và Ononis arvensis.